# Ali Bagautinow
Ali Szamilewicz Bagautinow ros. Али Шамилевич Багаутинов (ur. 10 czerwca 1985 w Kizlar) – rosyjski zawodnik mieszanych sztuk walki wagi muszej i były sambista. Były mistrz Fight Nights Global w wadze muszej. W latach 2013–2017 walczył dla największej federacji MMA na świecie UFC.

## Kariera w sambo
Po latach rywalizacji w zapasach i sambo Bagautinow został mistrzem świata w sambo bojowym w Mińsku.
Na Mistrzostwach Świata w Sambo FIAS 2012 pokonał w ćwierćfinale Białorusina Nowickiego Władysława decyzją (15-0). W półfinale Bagautinow pokonał Kirgiziana Razykowa Alibeka przez TKO, 2:19 pierwszej rundy. W finale turnieju pokonał Kazacha Asseta Sagyndykova przez poddanie w 0:35 pierwszej rundy.
Bagautinov został pozbawiony wszystkich nagród FIAS i zawieszony w zawodach na dwa lata (8 listopada 2012 - 8 listopada 2014) po pozytywnym wyniku testu na obecność metyloheksanoaminy.

## Osiągnięcia

### Mieszane sztuki walki
- 2012-2013: Mistrz FNG w wadze muszej
- 2017: Mistrz FNG w wadze muszej
- 2018: Mistrz FMMAS w wadze muszej

### Sambo
- 2012: Mistrz Świata w Sambo Bojowym w kategorii muszej (do 57 kg)
- Pięciokrotny Mistrz Rosji w Sambo Bojowym w kategorii muszej (do 57 kg)
- Czterokrotny zwycięzca turnieju Moscow Combat Sambo Cup
- Trzykrotny Mistrz obwodu moskiewskiego w Sambo Bojowym w kategorii muszej (do 57 kg)
- Mistrz obwodu dagestańskiego w Sambo Bojowym w kategorii muszej (do 57 kg)

## Lista walk w boksie

### Zawodowe
| Wynik   | Bilans | Przeciwnik (bilans przed walką) | Rozstrzygnięcie       | Runda | Czas | Data       | Miejsce | Uwagi |
| ------- | ------ | ------------------------------- | --------------------- | ----- | ---- | ---------- | ------- | ----- |
| Wygrana | 2-0    | Andriej Kalechits (0-0)         | Decyzja (jednogłośna) | 4     | 3:00 | 02.11.2020 | Mińsk   |       |
| Wygrana | 1-0    | Anton Bekisz (5-5)              | Decyzja (jednogłośna) | 4     | 3:00 | 21.06.2013 | Moskwa  |       |

### Wystawowe
| Wynik     | Bilans | Przeciwnik (bilans przed walką) | Rozstrzygnięcie          | Runda | Czas | Rozgrywki                     | Data       | Miejsce | Uwagi                                                                |
| --------- | ------ | ------------------------------- | ------------------------ | ----- | ---- | ----------------------------- | ---------- | ------- | -------------------------------------------------------------------- |
| Przegrana | 0-1    | Rusłan Prowodnikow (0-0)        | Decyzja (niejednogłośna) | 5     | 3:00 | Open Fighting Championship 15 | 19.12.2021 | Moskwa  | Walka o pas mistrzowski OFC w wadze półśredniej (-66 kg). Main Event |

## Lista walk zawodowych w MMA (w trakcie tworzenia)
| Wynik     | Bilans | Przeciwnik (bilans przed walką) | Rozstrzygnięcie                             | Runda | Czas | Rozgrywki                                         | Data       | Miejsce          | Uwagi                                                    |
| --------- | ------ | ------------------------------- | ------------------------------------------- | ----- | ---- | ------------------------------------------------- | ---------- | ---------------- | -------------------------------------------------------- |
| Wygrana   | 22-7   | Sean Santella (23-7-2)          | TKO (ciosy pięściami)                       | 1     | 1:01 | Brave CF 55                                       | 06.11.2021 | Rostów nad Donem | Półfinał turnieju Brave CF wagi muszej. Main Event       |
| Wygrana   | 21-7   | Dustin Ortiz (19-8)             | Decyzja (jednogłośna)                       | 3     | 5:00 | Brave CF 50                                       | 01.04.2021 | Ar-Rifa          | Ćwierćfinał turnieju Brave CF wagi muszej. Co-Main Event |
| Wygrana   | 20-7   | Oleg Liczkowacha (15-4)         | Decyzja (jednogłośna)                       | 3     | 5:00 | Brave CF 46                                       | 16.11.2021 | Soczi            | Walka w umownym limicie -59 kg. Co-Main Event            |
| Przegrana | 19-7   | Zhalgas Zhumagułow (12-3)       | Decyzja (niejednogłośna)                    | 5     | 5:00 | Fight Nights Global 95: Bagautinov vs. Zhumagulov | 19.10.2019 | Soczi            | Walka o pas mistrzowski FNG w wadze muszej               |
| Wygrana   | 19-6   | Wartan Asatrian (21-8)          | Decyzja (jednogłośna)                       | 3     | 5:00 | Fight Nights Global 92: Bagautinov vs. Asatryan   | 06.04.2019 | Moskwa           | Main Event                                               |
| Wygrana   | 18-6   | Denis Araujo (14-1)             | Decyzja (jednogłośna)                       | 3     | 5:00 | Samara MMA Federation: Battle of Volga 6          | 23.09.2018 | Samara           | Zdobył pas mistrzowski FMMAS w wadze muszej. Main Event  |
| Wygrana   | 17-6   | Andy Young (11-9)               | Decyzja (jednogłośna)                       | 3     | 5:00 | Fight Nights Global 84: Deák vs. Chupanov         | 02.03.2018 | Bratysława       | Co-Main Event                                            |
| Wygrana   | 16-6   | Danny Martinez                  | Decyzja (jednogłośna)                       | 5     | 5:00 | Fight Nights Global 76: Bagautinov vs. Martinez   | 10.08.2017 | Krasnodar        | Main Event                                               |
| Wygrana   | 15-6   | Pedro Nobre (18-3-2)            | Poddanie (duszenie zza pleców)              | 2     | 3:49 | Fight Nights Global 69: Bagautinov vs. Nobre      | 30.06.2017 | Nowosybirsk      | Zdobył pas mistrzowski i FNG w wadze muszej. Main Event  |
| Przegrana | 14-6   | Tyson Nam                       | KO (kopnięcie na głowę)                     | 3     |      | Fight Nights Global 64: Nam vs. Bagautinov        |            | Moskwa           |                                                          |
| Przegrana | 14-5   | Kyoji Horiguchi                 | Decyzja (jednogłośna)                       | 3     | 5:00 | UFC Fight Night: Mousasi vs. Hall 2               | 19.11.2016 | Belfast          |                                                          |
| Wygrana   | 14-4   | Geane Herrera                   | Decyzja (jednogłośna)                       | 3     |      | UFC Fight Night: MacDonald vs. Thompson           |            | Ottawa           |                                                          |
| Przegrana | 13-4   | Joseph Benavidez                | Decyzja (jednogłośna)                       | 3     |      | UFC 192                                           |            | Houston          |                                                          |
| Przegrana | 13-3   | Demetrious Johnson              | Decyzja (jednogłośna)                       | 5     |      | UFC 174                                           |            | Vancouver        |                                                          |
| Wygrana   | 13-2   | John Lineker                    | Decyzja (jednogłośna)                       | 3     |      | UFC 169                                           |            | Newark           |                                                          |
| Wygrana   | 12-2   | Tim Elliott                     | Decyzja (jednogłośna)                       | 3     |      | UFC 167                                           |            | Las Vegas        |                                                          |
| Wygrana   | 11-2   | Marcos Vinicius                 | KO (ciosy pięściami)                        | 3     |      | UFC Fight Night: Teixeira vs. Bader               |            | Belo Horizonte   |                                                          |
| Wygrana   | 10-2   | Seiji Ozuka                     | TKO (ciosy pięściami)                       | 1     |      | Fight Nights - Battle of Moscow 11                |            | Moskwa           |                                                          |
| Wygrana   | 9-2    | Andreas Bernhard                | TKO (ciosy pięściami)                       | 1     |      | Fight Nights - Battle of Moscow 9                 |            | Moskwa           |                                                          |
| Wygrana   | 8-2    | Vadim Zhlobich                  | Poddanie (duszenie gilotynowe)              | 2     |      | Fight Nights - Battle of Desne                    |            | Briańsk          |                                                          |
| Wygrana   | 7-2    | Mikael Silander                 | Decyzja (jednogłośna)                       | 2     |      | Fight Nights - Battle of Moscow 7                 |            | Moskwa           |                                                          |
| Wygrana   | 6-2    | Vitaly Maksimov                 | Poddanie (duszenie zza pleców)              | 1     |      | Fight Nights - Battle in Kalmykia                 |            | Elista           |                                                          |
| Wygrana   | 5-2    | Zharkyn Baizakov                | Decyzja (jednogłośna)                       | 2     |      | Fight Nights - Battle of Moscow 6                 |            | Moskwa           |                                                          |
| Wygrana   | 4-2    | Vitaliy Panteleev               | TKO (ciosy pięściami)                       | 1     |      | Fight Nights - Battle of Moscow 5                 |            | Moskwa           |                                                          |
| Wygrana   | 3-2    | Asan Aysabekov                  | TKO (ciosy pięściami)                       | 1     |      | Fight Nights - The Fights With and Without Rules  |            | Moskwa           |                                                          |
| Przegrana | 2-2    | Evgeniy Lazukov                 | Decyzja (jednogłośna)                       | 3     |      | FWR - Fights With Rules 2                         |            | Ufa              |                                                          |
| Przegrana | 2-1    | Vitaliy Panteleev               | Decyzja (niejednogłośna)                    | 2     |      | Fight Nights - Battle of Moscow 3                 |            | Moskwa           |                                                          |
| Wygrana   | 2-0    | Dmitry Kazancev                 | Poddanie (dźwignia prosta na staw łokciowy) | 1     |      | World Absolute FC                                 |            | Czeboksary       |                                                          |
| Wygrana   | 1-0    | Aslan Margushev                 | Poddanie (dźwignia prosta na staw łokciowy) | 2     |      | Challenge Cup                                     |            | Kołomna          | Debiut w MMA                                             |